# 木沢村 (徳島県)
木沢村（きさわそん）は、かつて徳島県にあった村である。那賀郡に属した。
2005年3月1日、那賀郡の3町2村による合併で現在は那賀町の一部となっている。

## 歴史

### 町域の変遷
- 1955年（昭和30年）4月10日 - 坂州村・沢谷村が合併して発足。
- 2005年（平成17年）3月1日 - 鷲敷町・相生町・上那賀町・木頭村と合併して那賀町が発足、同日木沢村は廃止された。

### 沿革
- 1967年（昭和42年） - 木沢村立体育館が完成。
- 1984年（昭和59年） - 木沢村立歴史民俗資料館が完成。
- 1990年（平成2年）8月28日 - 木沢風車が完成。
- 1991年（平成3年） - 多目的集会施設「青年の館」・多目的広場が完成。
- 2004年（平成16年） - 木沢村立広瀬ゲートボール場が完成。木沢村立グラウンドが完成。

## 行政

### 歴代村長
- 後一二（1990年頃）
- 中東利延（1995年4月 - 1999年4月）
- 中東利延（1999年4月 - 2003年4月）
- 中東利延（2003年4月 - 2005年2月28日）

## 教育

### 中学校
- 木沢村立木沢中学校 - 1968年に沢谷中学校と坂州中学校の統合により開校。町村合併以前に、相生町立相生中学校（現・那賀町立相生中学校）に統合され2004年3月31日をもって閉校。

### 小学校
- 木沢村立木沢小学校 - 1973年に沢谷小学校と坂州小学校の統合により開校。町村合併後、那賀町立相生小学校へ統合され2014年3月31日をもって閉校。

## 交通

### 鉄道
町内を鉄道路線は通っていない。最寄り駅は、JR牟岐線日和佐駅。

### 道路
- 一般国道
国道193号

## 名所・旧跡・観光スポット・祭事・催事
- 大釜の滝
- 大轟の滝
- にくぶちの滝
- 四季美谷温泉